# Occitans
Els occitans (los occitans en occità; les Occitans en francès) són un poble europeu que té l'origen al nord-oest del Mediterrani i resideix en la seua majoria al sud de França, i en menor grau a territoris fronterers amb aquest país, una zona anomenada col·lectivament Occitània. Comparteixen una cultura pròpia, l'occitana, i una llengua que tanmateix, a hores d'ara, és parlada per una minoria de la població, que segons algunes fonts és de 500 mil i segons altres de 2 milions, d'un total de 15 milions d'habitants. La majoria viuen a França i són, doncs, ciutadans francesos; altres estats amb ciutadans occitanoparlants són Espanya (a la Vall d'Aran), Itàlia (a les Valls Occitanes, situades a la frontera italofrancesa, i a La Gàrdia, a Calàbria) i Mònaco. Cal remarcar que dues comarques dels Països Catalans són culturalment occitanes, l'esmentada Vall d'Aran, i la Fenolleda a la Catalunya del Nord.

## Demografia

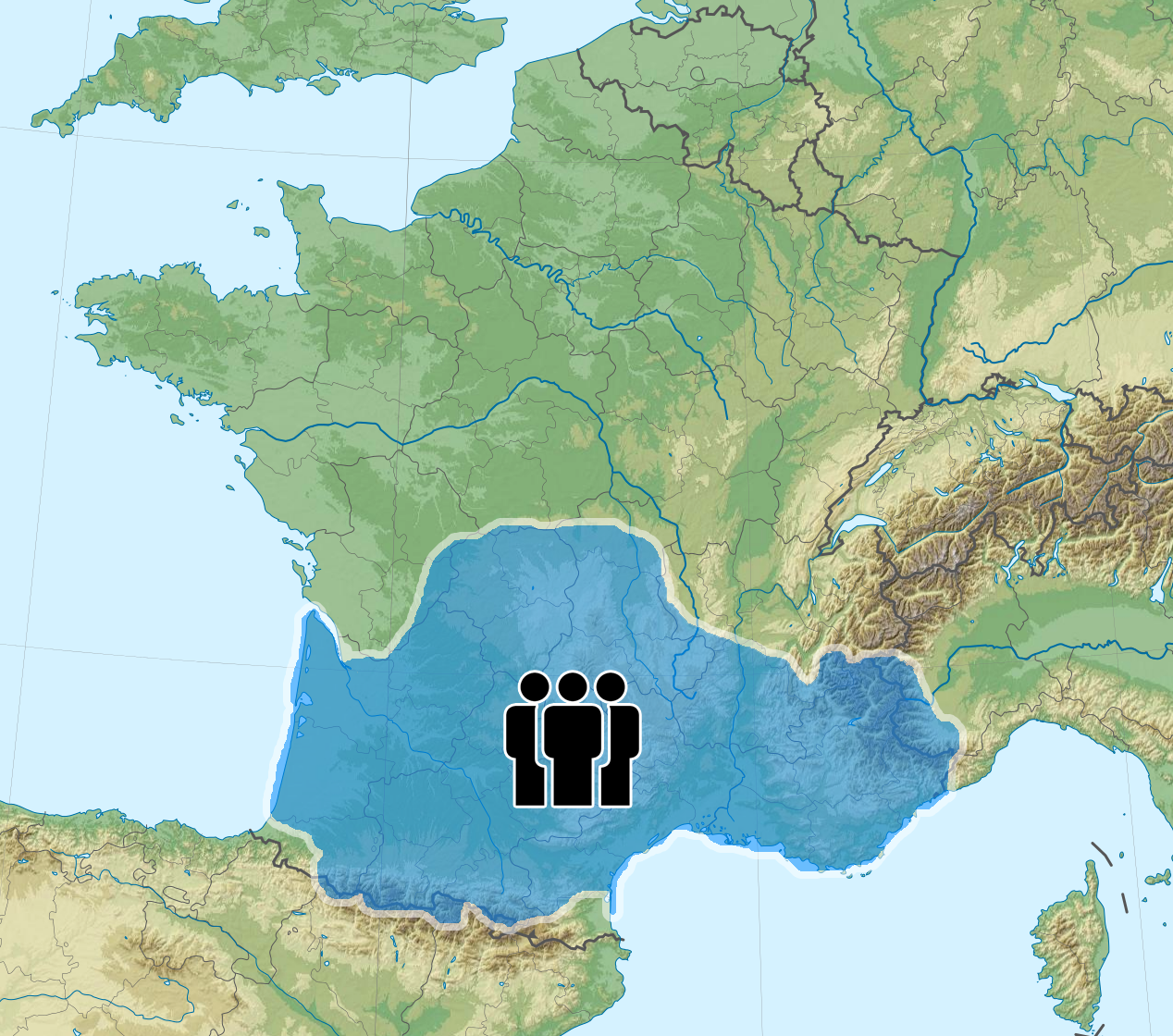
Els Occitans.

En conjunt hi ha 15 milions d'occitans, distribuïts així: 12.164.938 a França, 10.194 a l'Aran, i 264.000 a les valls occitanes. A Mònaco, no hi ha cap xifra oficial del nombre d'occitanoparlants, però segons algunes fonts són entorn del 5.400 dels 32.409 habitants del principat.
A les darreres tres dècades, l'emigració ha sigut un gran protagonista, gràcies a la falta de treball per als joves a un país marcadament agrícola, compaginada amb una immigració important per nord-europeus i francesos, sobretot de París, que busquen retirar-se a la ruralia i al sol. En termes reals, hi ha un 20% d'habitants nascuts fora d'Occitània, i a la Provença això puja a més del 30%.
Les poblacions més grans són Marsella (807.071), Tolosa (465 423), Niça (375 892), Bordeus (218 948) i Montpeller (244 300).
També cal esmentar l'enclavament de la Gàrdia (pob. 1.863), a Calàbria, Itàlia, que no és considerada part d'Occitània però destaca una colònia d'occitanoparlants. Altres zones que reberen immigració occitana són: Sant Sebastià, al País Basc (hi desaparegué a començaments del segle XX); al voltant de Heilbronn a Württemberg, Alemanya; Argentina i Uruguai, a l'Amèrica Llatina; Idaho i Oregon als Estats Units d'Amèrica; en alguns d'aquests indrets encara roman gent que pot parlar occità.

## Llengua
Atès que Occitània és un territori molt extens, i que l'ensenyament en occità encara ara no arriba a la majoria de la població, les diferències dialectals hi són importants. Dins del nord-occità, hi ha el llemosí, l'alvernès i el vivaro-alpí; dins de l'occità meridional, hi ha el llenguadocià i el provençal; i finalment, dins del gascó (occidental), hi ha el landès, el bearnès i el gascó oriental, que inclou l'aranès. La quantitat de parlants de cada dialecte és la següent: 1.361.000 parlen l'alvernès a França; 435.000 parlen el gascó a França, i 6.300	a Espanya (Aran); 2.486.000 parlen el llenguadocià a França; 11.000 parlen el llemosí a França; i 5.400 a Mònaco, 264,000 a les valls occitanes d'Itàlia, i una quantitat desconeguda a França parlen el provençal.
D'ençà de les darreries del segle xix, es començà treballs per normalitzar la llengua, i es produí un estàndard basat principalment en el dialecte provençal, anomenada ortografia mistralenca i creada per Josèp Romanilha, Frederic Mistral i el Felibritge. Avui en dia, la norma gràfica més utilitzada és la clàssica o alibertina, establerta per Loís Alibèrt, i que es basa en l'occità medieval. Aquesta és l'avalada per l'Institut d'Estudis Occitans i pel Conselh de la Lenga Occitana. Gràcies a la introducció d'escolarització universal en francès vora el 1880, ja no existeix cap monolingüe occità, i encara avui en dia la llengua és considerada per alguns com un patuès rústic, en part perquè s'ha conservat sobretot entre la gent gran i a les zones més rurals. La llengua occitana només és reconeguda com a oficial, protegida i promoguda a la Vall d'Aran, on el 62,2% declaren saber parlar-lo. A l'estat italià se li ha atorgat l'estatus de llengua protegida i a l'estat francès només gaudeix d'una acceptació a la xarxa educativa però li manca reconeixement legal.
Les llengües parlades a Occitània, a part de l'occità, són el francès, l'àrab i l'amazic a França, l'espanyol i el català a l'Aran, l'italià a les valls occitanes d'Itàlia, i el monegasc a Mònaco. Hi ha també una important minoria d'ètnia gitana d'origen català, estimada en dotzenes de milers de persones, que s'ha mantingut catalanoparlant i que es concentra especialment a la Provença, però que s'escampa per tot el territori fins a Aquitània.

## Història
Occitània fou habitada des de l'època prehistòrica, la qual cosa ha deixat importants jaciments com Las Caus, Las Combarèlas, Las Eisiás de Taiac, La Font de Gaume, Le Mas d'Asilh, etc. Més tard era ocupat pels lígurs, ibers i celtes, i d'aquests últims la tribu més important era la dels gals. És amb la romanització de la Gàl·lia a partir del segle ii aC que se sembra el germen del que serà Occitània, i s'hi introdueix la llengua llatina, origen de l'occità. L'any 475 s'hi crea un estat de visigots (el Regne de Tolosa) al que avui en dia és el Llenguadoc, la qual cosa creà una divisió entre la Gàl·lia franca i la Gàl·lia provençal, i alhora propicià més lligams culturals entre les províncies romanes de la Narbonesa i la Tarraconense. A l'edat mitjana, la cultura occitana era de cabdal importància, sobretot en la forma dels trobadors. Però era també el principi de la fi, ja que el regne francès del nord tenia interessos territorials que afectaven tota Occitània. Tot això dugué a la batalla de Muret, que significà la fi de l'interès català a Occitània i, efectivament, el seu lliurament a les forces franceses. Des del segle xiii, la monarquia francesa incorporava a poc a poc gairebé tots els territoris occitans. A partir d'aquest moment hi ha una creixent repressió de l'occità i una substitució llingüística a favor del francès, que s'intensifica amb la Revolució Francesa. Al segle xx, el sentiment de ser occità és minoritari i les guerres mundials només enforteixen més el sentiment nacionalista francès.

## Religió
La confessió majoritària dels occitans és el cristianisme (entre 75 i 90%), tot i que hi ha comunitats importants de musulmans i alguns protestants. El centre de la fe cristiana al país és, per a molts, el santuari de Lorda, escenari d'unes aparicions de la Mare de Déu. A l'edat mitjana el catarisme va ser molt important a Occitània.

## Gastronomia
La cuina occitana fa part de la cuina mediterrània però desenvolupa trets específics que l'allunya de la cuina catalana o italiana. A causa de la grandària del país i, per tant, la gran varietat de paisatges, és una cuina molt variada.
Comparteix amb altres cuines del mediterrani elements i sabors bàsics i rotunds, entre els quals la carn, peix i verdures, a més de l'oli d'oliva; però també s'acosta de la cuina atlàntica, amb formatges, patés, nata, mantegues i menjars més calorífics. Alguns plats ben coneguts són comuns arreu del mediterrani, com la ratatolha, l'allioli, la bolhabaissa, el pan golçat (pa amb oli), amanides, productes a base d'olives i el vi. És important l'ús d'herbes aromàtiques com el julivert, el romaní, la farigola, l'orenga i l'alfàbrega.

## Occitans il·lustres
Entre els occitans de renom figuren Auguste Comte, considerat el fundador del positivisme i un dels iniciadors de la sociologia; Frédéric Bazille, pintor impressionista; Frederic Mistral, occitanista i escriptor en llengua occitana, guardonat amb el Premi Nobel de Literatura el 1904; Jean Dausset, metge immunologista i professor universitari guardonat amb el Premi Nobel de Medicina o Fisiologia el 1980; Jean Jaurès, polític socialista; Michel de Montaigne, pensador i polític del Renaixement; Pèire Bèc, poeta i lingüista; Pèire Godolin, poeta; Ramon VI de Tolosa, comte històric de Tolosa i de Nimes; Robèrt Lafont, lingüista, historiador, poeta, novel·lista, dramaturg i activista cultural i polític; Sant Roc, que es dedicà a curar els infectats de la pesta negra; Georges Pompidou, President de la República francesa del 1969 al 1974; Jean-Henri Fabre, entomòleg; i Bernadeta Sobirós, origen del mite de l'aparaició de Lorda.